# 弘乳舎
株式会社弘乳舎（こうにゅうしゃ）は、熊本県熊本市に本社を置く乳製品メーカーである。

## 沿革
- 1883年（明治16年）- 高木第四郎が熊本市鷹匠町で「高木弘乳舎」の名称で牧場と牛乳を扱う会社を創業。
- 1945年（昭和20年）- 「弘乳舎」を熊本市新屋敷で創業。（現法人の前身）
- 1956年（昭和31年）- 法人設立。
- 1970年（昭和45年）- 本社を現在地に移転。
- 1972年（昭和47年）-「三菱サイダー」の製造販売を開始。
- 2007年（平成19年）- 健康ホールディングスが全株式を取得、連結子会社化。
- 2010年（平成22年）- 全国農業協同組合連合会と九州生乳販売農業協同組合が第三者割当増資でそれぞれ7,000株を引き受け、資本参加。
- 2013年（平成25年）9月9日 - 健康コーポレーションより株式会社アスラポート・ダイニング（現・JFLAホールディングス）が199,400株（全株式の93.44 %）を取得し、連結子会社化。
- 2017年（平成29年）5月31日 -「三菱サイダー」の製造販売を終了。

## 社名について
「弘乳舎」の名前は、1883年（明治16年）に高木第四郎（帝国牛乳協会会長などを歴任）が熊本市で創業した高木弘乳舎に由来する。高木弘乳舎は1941年（昭和16年）に熊本牛乳などと統合されて熊本合同牛乳（現在の熊本森永乳業）となったため消滅。その後、1945年（昭和20年）に光永立身（弘乳舎創業者）が高木第四郎から「弘乳舎」の商号を譲り受けた。
なお、福岡市博多区にある「ASOジャパン」は弘乳舎の元子会社であった。2007年（平成19年）7月に健康ホールディングスが弘乳舎の全株式180,000株を取得して連結子会社化した2ヶ月後の同年9月に、弘乳舎の取締役だった光永久仁子が福岡弘乳舎、北九州弘乳舎、弘乳舎熊本販売の3社の株式を弘乳舎から買取り、独立したものである。ASOジャパンはアイスクリームの企画販売及び乳製品等の卸売業を行っており、前者の製造は弘乳舎に委託している。

## 三菱サイダーについて
弘乳舎から発売されていた三菱サイダーは、「三菱」の商標とスリーダイヤモンドのロゴを用いていたが、三菱電機や三菱自動車工業などの三菱グループ（旧三菱財閥）に属する企業ではない。1919年に松田工業（現マツダトータルソリューションズ）が商標登録を行い、同社から委託を受けて弘乳舎が製造販売していた。三菱鉛筆と同じように、三菱グループ以外で三菱とスリーダイヤの商標を使用していたが、2014年にマツダトータルソリューションズが商標を三菱商事に譲渡し、弘乳舎での販売も2017年5月31日をもって終了となった。